# Conus geographus
Conus geographus is een in zee levende slakkensoort uit de familie Conidae. De soortnaam werd in 1758 gepubliceerd door Linnaeus in de tiende editie van Systema naturae.

## Voorkomen en verspreiding

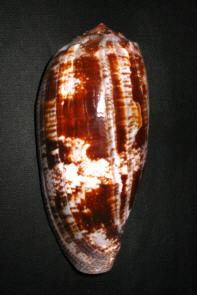
Conus geographus

Conus geographus is een carnivoor die leeft in ondiep warm water op zandgronden, rotsbodems en koraalriffen (sublitoraal). Deze soort komt voor van de oostkust van Afrika tot in Oceanië met uitzondering van Hawaï (Indopacifische provincie). Het dier jaagt met een giftige 'harpoen', die prooien verlamt. Ze gebruiken dit ook om zich te verdedigen, maar gebruiken daarvoor een ander gif, dat ook voor de mens dodelijk kan zijn. Levende dieren kan men beter niet oppakken. De schelp kan tot 155 mm lang worden, en elk dier bevat genoeg gif om 15 mensen te doden.